# آندرئا لهوتسکا
آندرئا لهوتسکا (اسلواکی: Andrea Lehotská؛ زادهٔ ۲ دسامبر ۱۹۸۱) یک هنرپیشه، مجری تلویزیون، مدل، روزنامه‌نگار، نویسنده، عکاس، و مترجم اهل اسلواکی است.
او به عنوان مدل در تبلیغات شرکت کوکا کولا ظاهر شده‌است.